# Hadrokolos cazieri
Hadrokolos cazieri là một loài ruồi trong họ Asilidae. Hadrokolos cazieri được Martin miêu tả năm 1959. Loài này phân bố ở vùng Tân Bắc giới.